# Lasioglossum mystaphium
Lasioglossum mystaphium är en biart som beskrevs av Ebmer 2002. Lasioglossum mystaphium ingår i släktet smalbin, och familjen vägbin. Inga underarter finns listade i Catalogue of Life.